# Condizione della donna in Finlandia

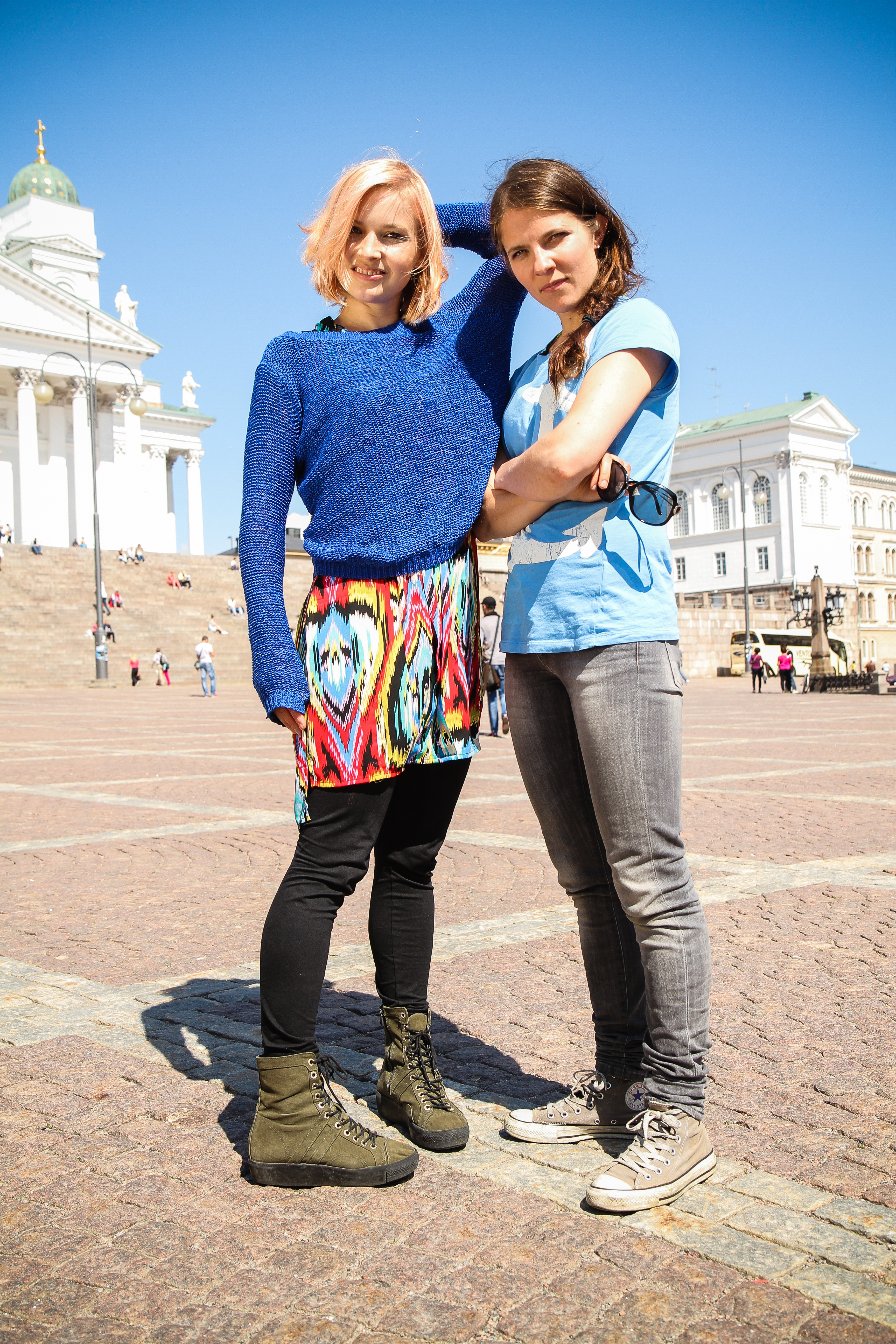
Le attrici finlandesi Marja Salo e Anna Paavilainen.

Il ruolo di genere, la condizione femminile e i diritti delle donne in Finlandia godono di un generale alto grado di uguaglianza di genere e di "cortesia tradizionale" da parte degli uomini. 
Nel 1906 le donne del Granducato di Finlandia sono state le prime europee a vedersi concedere il diritto al suffragio femminile. 
Molte donne svolgono posizioni di rilievo all'interno della società e della cultura finlandese, nel mondo accademico (vedi istruzione in Finlandia), nel settore delle imprese e nel mondo politico (vedi governo della Finlandia).
Un esempio rilevante di donne nella politica della Finlandia è rappresentato da Tarja Halonen, che è diventata il primo presidente della Repubblica finlandese donna dopo essere stata ministro degli esteri. In campo religioso, dove la maggior parte della popolazione appartiene alla Chiesa evangelica luterana finlandese (l'altra più importante tra le confessioni cristiane è costituita dalla Chiesa ortodossa), esiste l'ordinazione femminile.
In termini finanziari le donne vengono descritte come solitamente indipendenti da questo punto di vista. Le donne sposate, per costume, si presentano citando prima il loro nome proprio, dopo il cognome di nascita e solo alla fine il cognome dei loro mariti. 
Le donne finlandesi sono state descritte da "Telegraph Media Group" come "molto più espansive ed amichevoli rispetto agli uomini e spesso conoscono e parlano alla perfezione fino a tre o quattro lingue differenti. 
La loro posizione sociale e nel mondo imprenditoriale è molto ben rispettata e superiore a quella delle donne nella maggior parte delle altre culture".
Il "Gender Inequality Index" per il 2012 è fissato a 0.075, 6ª posizione su 152 paesi, le donne parlamentari sono il 42.5%. Il tasso di occupazione per il 2015 è al 67.7%; mentre il Global Gender Gap Report per il 2013 è a 0.8421, in 2ª posizione su 144 paesi.

## Ricreazione

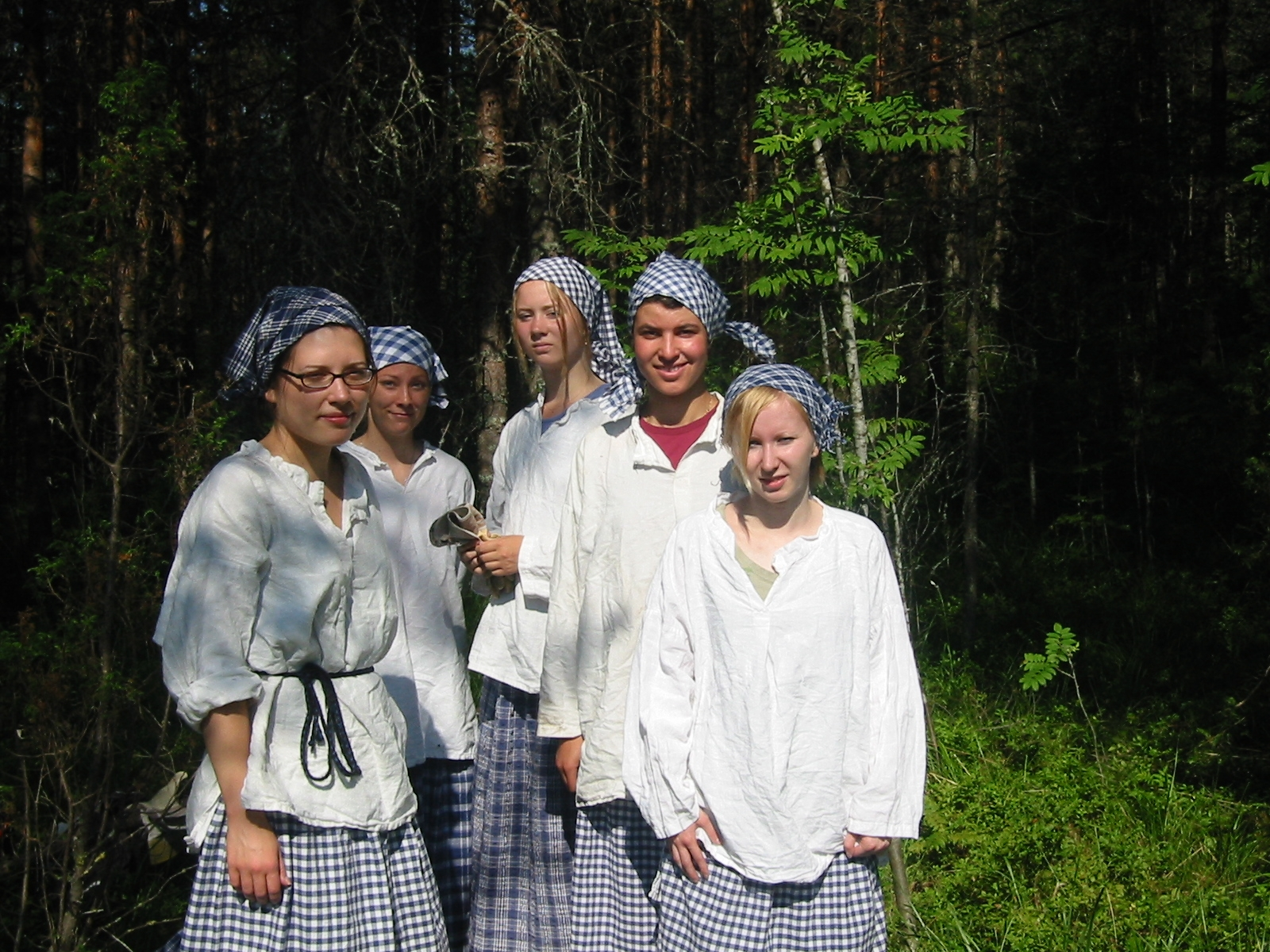
Ragazze volontarie finlandesi al Parco nazionale di Koli.

Nell'uso della sauna le donne si bagnano separatamente dagli uomini, salvo quando si trovano con familiari e amici.

## Posizione geografica
La Finlandia è delimitata a est dalla Russia, a sud dal Golfo di Finlandia e dall'Estonia, ad ovest dal Golfo di Botnia e dalla Svezia e a nord/nord-ovest dalla Norvegia. Un quarto del territorio si trova a nord del Circolo polare artico.

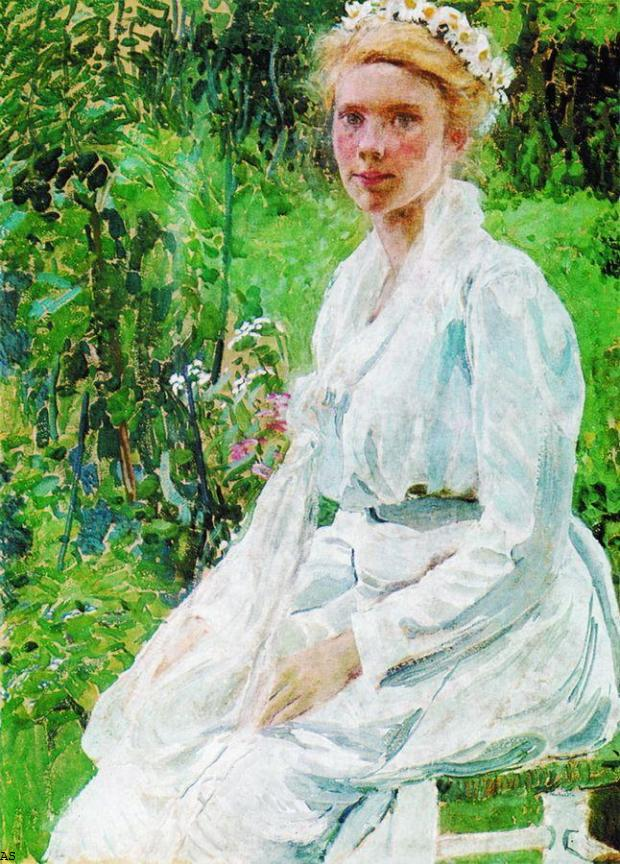
Ragazza finlandese, dipinto di Aleksandr Golovin (1908).

## Popolazione

### Per genere
Popolazione totale: 5,364,546. Uomini 2.632.309 e donne 2.732.237

### Aspettativa di vita
Anni per la popolazione totale: 79.69 Maschi 76,24 anni; femmine 83,29 anni

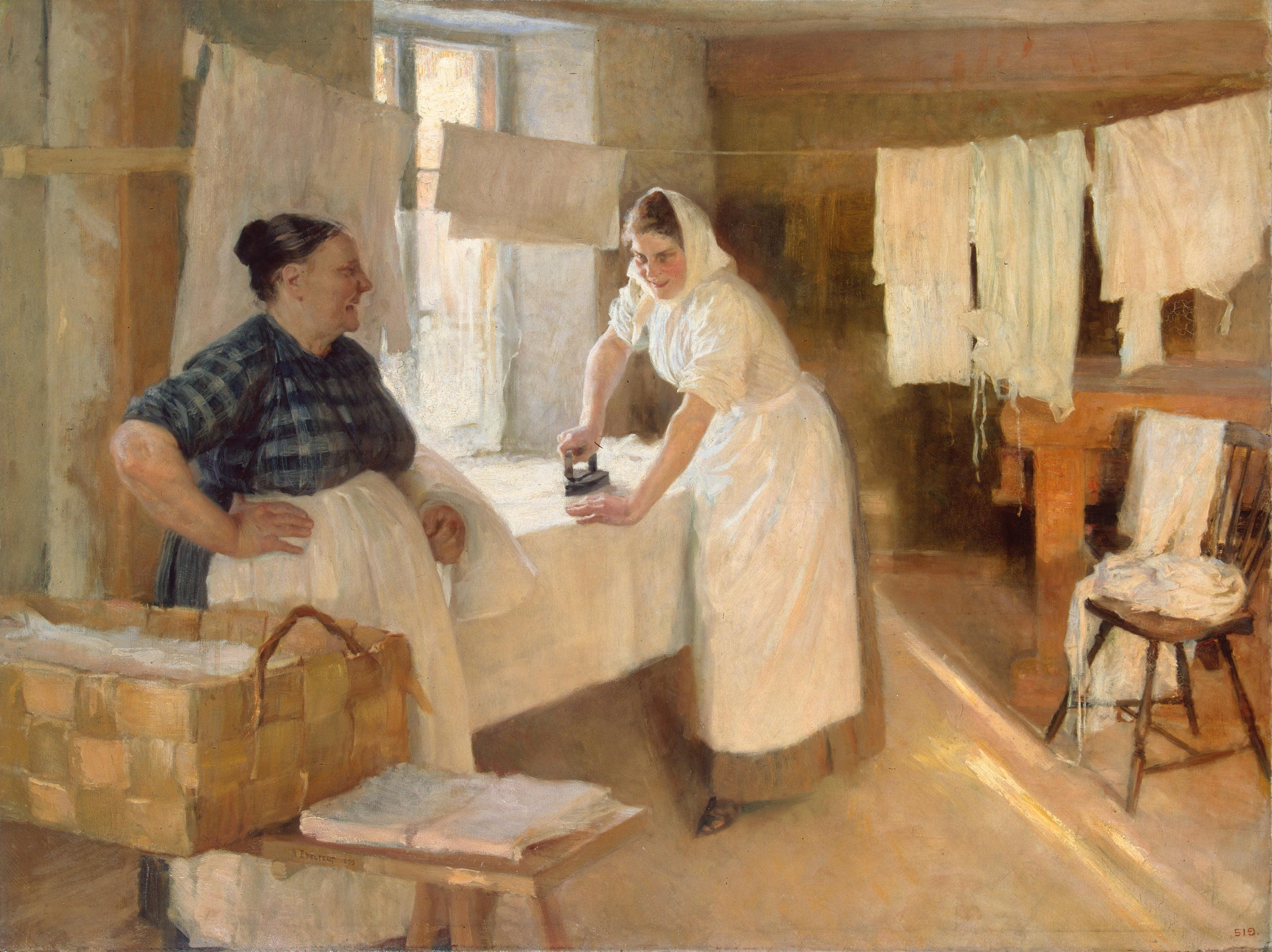
Donne stiratrici, dipinto di Albert Edelfelt (1893).

## Suffragio femminile
L'area che nel 1809 divenne la Finlandia era un gruppo di province integrate nel Regno di Svezia da più di 600 anni, il che significa che anche le donne finlandesi poterono votare durante l'Epoca della libertà svedese (1718-72), quando venne concesso il diritto di voto ai membri femminili della gilda che versassero i relativi contributi.
Lo stato immediatamente precedente alla nazione moderna fu il Granducato di Finlandia, parte dell'impero russo dal 1809 al 1917 il quale godette di un elevato grado di autonomia. 
Nel 1863 alle donne paganti le imposte venne concesso il suffragio comunale nei villaggi, mentre nel 1872 la stessa riforma venne ampliata anche alle città.
Nel 1906 la fu istituita la legislazione unicamerale del Parlamento finlandese e le donne ebbero il diritto di voto e di candidatura; divenendo in tal modo le prime al mondo a disporre dei diritti senza alcuna restrizione in campo di voto e di elezione parlamentare. Tra di esse vi furono Ida Aalle-Teljo, Eveliina Ala-Kulju, Hedvig Gebhard, Aleksandra Gripenberg, Lucina Hagman, Anni Huotari, Hilda Käkikoski, Mimmi Kanervo, Liisi Kivioja, Sandra Lehtinen, Dagmar Neovius, Alli Nissinen e Jenny Upari. 
L'anno seguente furono per la prima volta elette 19 deputate, prime al mondo, e da allora hanno continuato a svolgere un ruolo centrale nella politica nazionale. Miina Sillanpää, figura chiave del movimento operaio, divenne il primo ministro donna nel 1926.
La prima presidentessa dello Stato, la già citata Tarja Halonen è stata eletta nel 2000 e riconfermata alla carica nel 2006. Alle Elezioni parlamentari in Finlandia del 2011 la rappresentanza femminile si è attestata al 42,5%.
Nel 2003 Anneli Jäätteenmäki è diventata la prima donna ad essere nominata Capo del governo e nel 2007 il Governo Vanhanen II è entrato nella storia in quanto aveva più donne che uomini nel Gabinetto (12 contro 8).

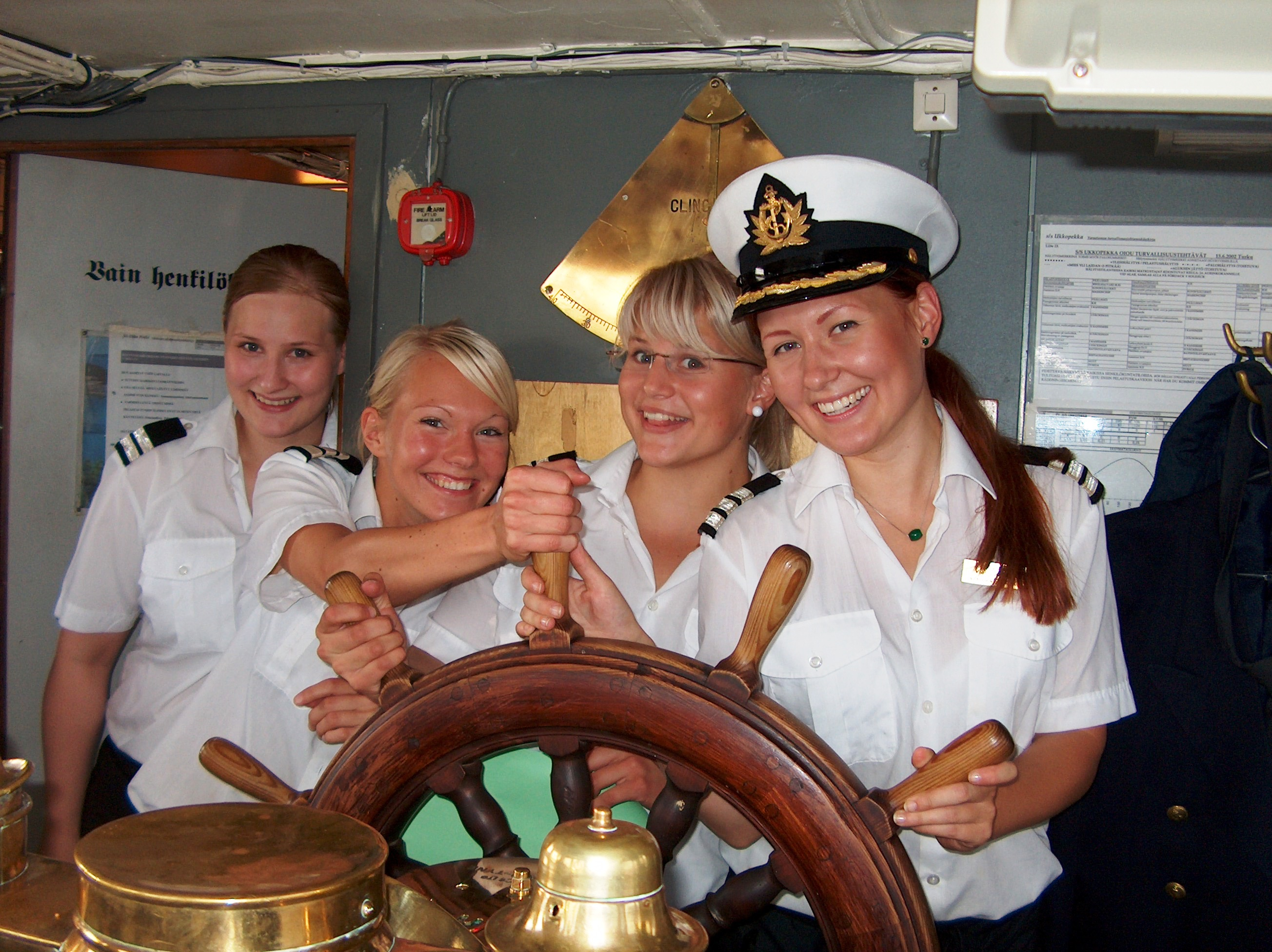
Donne marinaio.

## Movimento femminista
Nel corso degli anni settanta vi fu un breve ma forte movimento affiliato al femminismo; lo stupro coniugale non era ancora stato considerato un crimine e le vittime della violenza domestica non avevano alcun luogo in cui andare. 
Hanno anche combattuto per un sistema di assistenza giornaliera che sarebbe rimasto aperto al pubblico e per il diritto non solo al congedo di maternità, ma anche al congedo di paternità. Ai giorni nostri esiste un congedo parentale di 263 giorni.
In questo periodo è stata anche resa illegale la discriminazione delle donne nella forza lavoro. Due gruppi femministi sono stati creati per aiutare il movimento: i "marxisti-femministi" e le "donne rosse". 
Le femministe in Finlandia hanno avuto molta ispirazione da altri paesi europei come la Svezia e la Svizzera. Altri gruppi importanti per le donne finlandesi dell'epoca includono "Unioni" e "The Feminists".

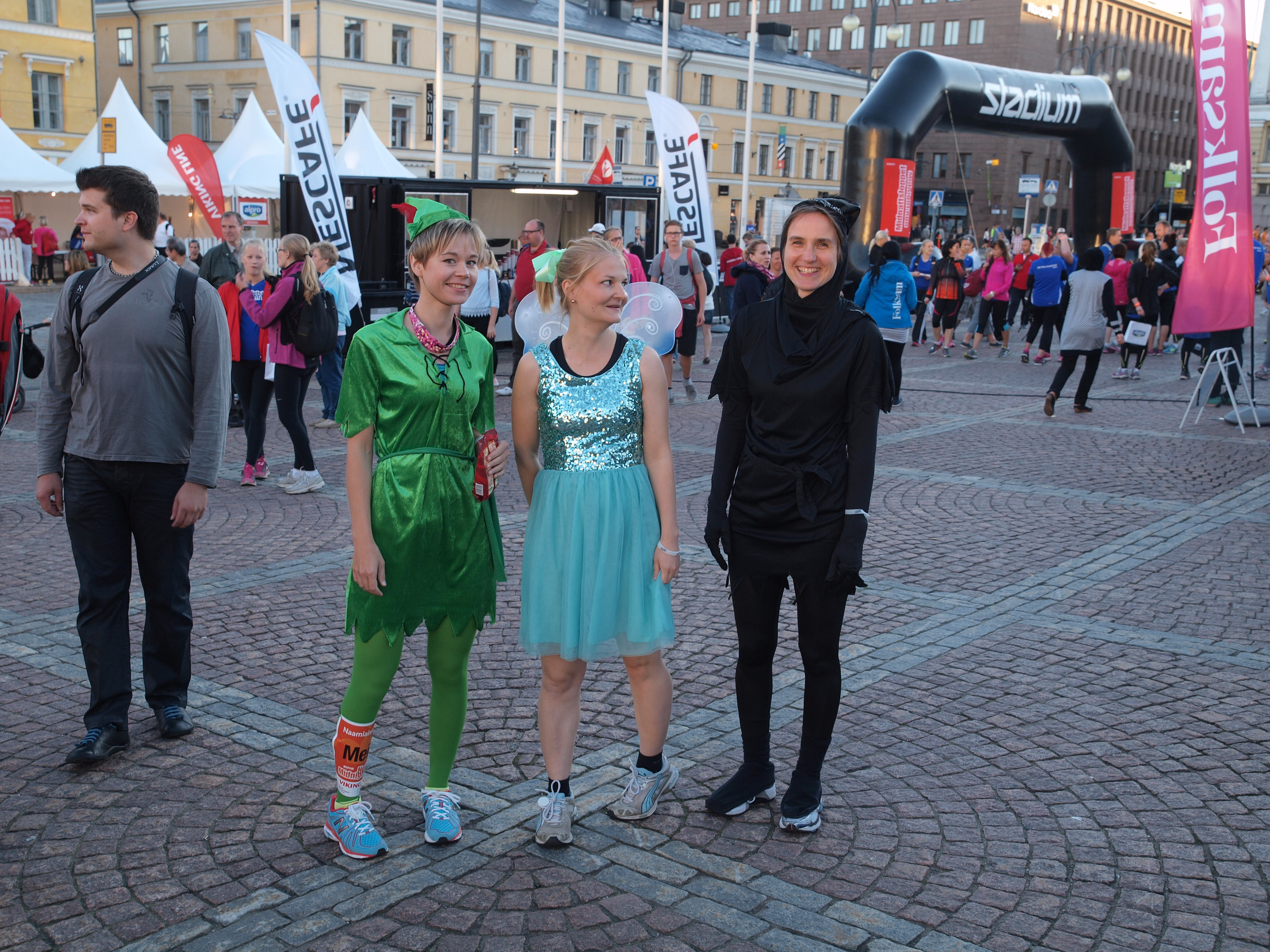
Donne durante una festa in costume ad Helsinki nel 2015.

### Diritti delle donne
La Finlandia è diventata uno dei primi paesi a concedere alle donne il diritto di voto e ancora oggi è tra i migliori al mondo per quanto concerne l'uguaglianza di genere; esso si trova in seconda posizione secondo il Global Gender Gap Report nel campo dei diritti delle donne su più di 150 paesi.
Nel 2003 il governo ha previsto di promuovere la parità di genere nell'intera amministrazione pubblica, riformare la legge sulla parità che gli uomini e le donne condividono, promuovere la parità di retribuzione per lavoro di pari valore, aumentare la quantità di donne in ruoli politici ed economici, valutare la parità tra i sessi dal punto di vista degli uomini, impedire la violenza domestica e la violenza sessuale del partner, proteggere le vittime del traffico di esseri umani e le possibilità di criminalizzare la prostituzione, poi non realizzata come in altri paesi nordici.

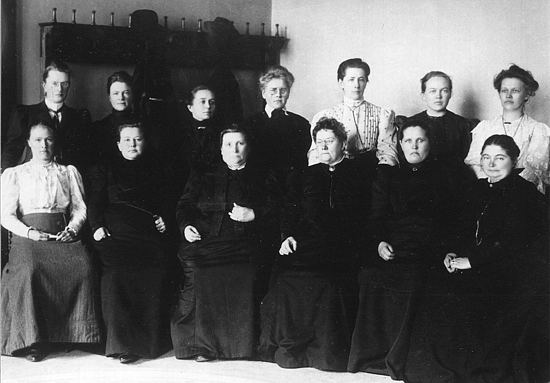
13 delle 19 donne deputate dopo le Elezioni parlamentari in Finlandia del 1907, le prime al mondo.

## Istruzione

### Storia
Tra la fine del XVIII e l'inizio del XIX secolo furono istituite le prime scuole private per ragazze, fra le più note quelle dirette da Christina Krook, Anna Salmberg e Sara Wacklin; criticate per la loro formazione poco accurata e profonda nei risultati, ciò condusse alla decisione di includere le ragazze nella riforma scolastica del 1843 e l'anno successivo vennero fondate a Turku e ad Helsinki la "Svenska fruntimmersskolan i Åbo" e la "Svenska fruntimmersskolan i Helsingfors". 
Ciò portò alla creazione di una rete capillare di istruzione femminile. All'inizio rimasero riservate solo alle ragazze di famiglie di classe superiore.
Nel 1865 venne fatto rendere chiaro che solo le ragazze di cui l'educazione e le maniere fossero impeccabili, la cui classe sociale non potesse essere considerata dannosa per gli altri e provenienti da famiglie "rispettabili" avrebbero potuto essere ammesse a scuola.
Dopo che Maria Tschetschulin venne accettata, prima donna finlandese, come studentessa universitario nel 1870, lezioni avanzate e di college furono incluse in molte scuole femminili per preparare le ragazze all'accesso universitario e nel 1872 la richiesta che tutti gli studenti dovessero essere membri delle classi superiori e conoscere la lingua svedese vennero abrogate. 
Le donne ottennero il diritto di poter insegnare nelle scuole elementari per ragazze nel 1882.
Quando la dispensa per le studentesse universitarie fu cancellate le donne cominciarono ad essere accettate negli stessi termini degli uomini nel 1915, le ragazze e i ragazzi iniziarono a ricevere la stessa istruzione nel sistema scolastico e le scuole femminili cominciarono ad includere anche l'educazione sessuale; uno sviluppo quest'ultimo che è stato completato nel corso degli anni settanta.

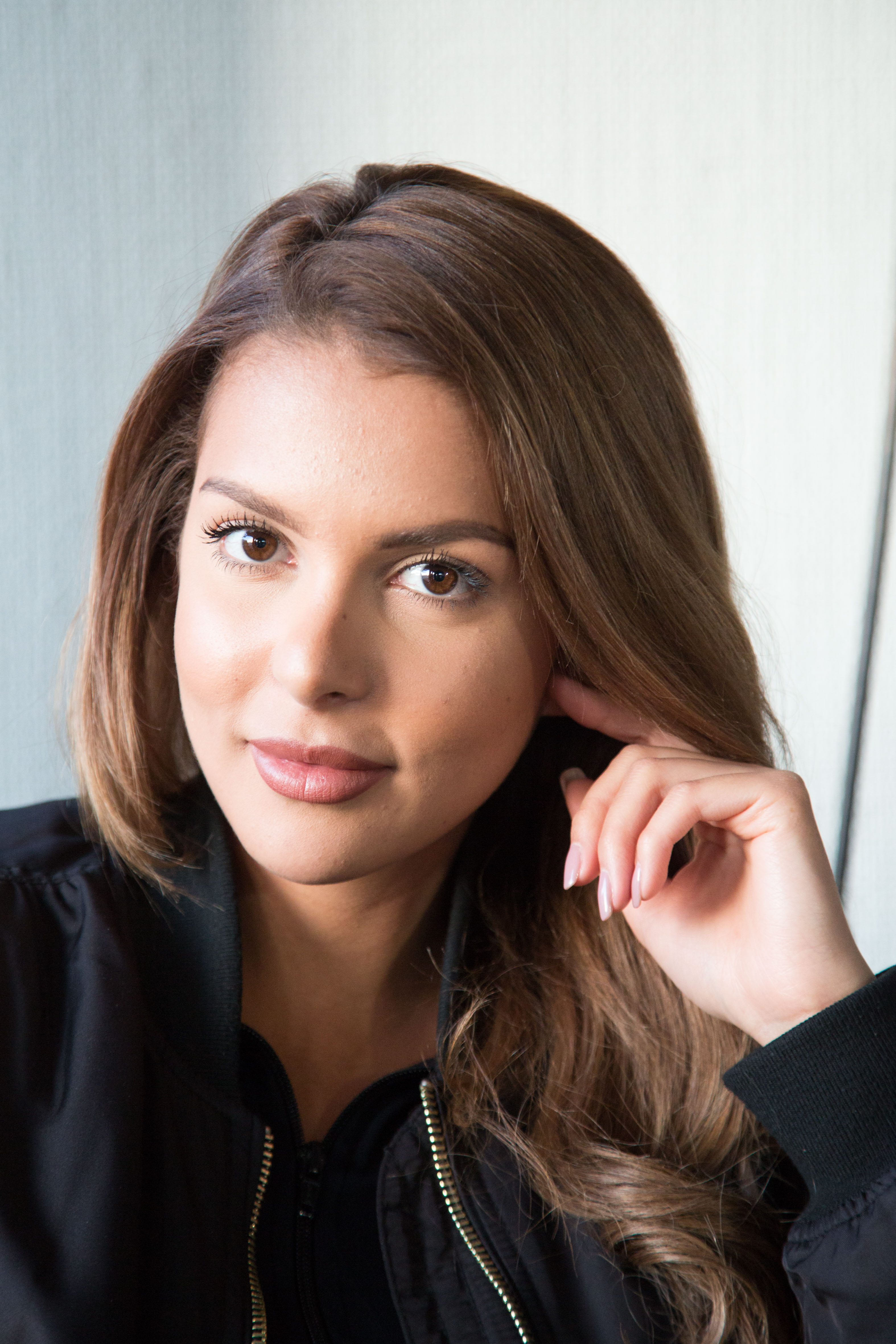
La musicista e modella Sara Chafak.

### Nel presente
Gli studenti finlandesi cominciano la scuola un anno dopo molti altri paesi europei; nonostante ciò la Finlandia è ormai uno dei paesi di eccellenza nelle competenze matematiche, ma anche uno dei pochi in cui le ragazze eguagliano i ragazzi. Secondo il panorama dei risultati del "PISA 2012", la differenza di genere tra i paesi dell'Organizzazione per la cooperazione e lo sviluppo economico in matematica, comprensione letteraria e scienza ha un risultato di -6.
Inoltre, mentre gli allievi più abili a risolvere problemi matematici nel mondo sono in gran parte maschi, la Finlandia fa un'eccezione in cui la percentuale di donne più capaci è uguale a quella della maggioranza dei maschi. 
Ciò risulta essere vero anche tra il "Survey of Adult Skills" (PIAAC) in cui i migliori interpreti nella risoluzione dei problemi sono prevalentemente uomini tranne che in Finlandia, Australia e Canada.
Per quanto riguarda i vantaggi educativi per gli studenti il paese offre una scuola finanziata da fondi statali che rende più facile sia per le donne che per gli uomini tornare a lavorare dopo il congedo parentale. 
Le donne rappresentano il 32% degli studenti che studiano matematica e informatica.

## Donne nella forza lavoro
Secondo l'inchiesta sulla forza lavoro finlandese circa il 32% delle 301.000 persone che lavorano in proprio sono donne, coinvolte soprattutto nei mercati del lavoro attraverso le società agrarie. Anche prima dei sistemi pubblici di assistenza all'infanzia la quantità di donne occupate era già molto alta, con oltre il 50%. La quantità di lavoratrici totali (tra i 15 e i 74 anni) è del 51%. Il 32% delle donne sono coinvolte nel campo dell'imprenditoria.

### Uguaglianza di genere nell'occupazione
I datori di lavoro che hanno almeno 30 dipendenti devono disporre di un piano per la parità di genere che include un confronto retributivo tra donne e uomini. Il Ministero degli Affari Sociali e della Salute e altre importanti organizzazioni del mercato del lavoro hanno stabilito linee guida per la pianificazione dell'uguaglianza di genere.

## Donne nel settore militare
Il servizio militare è richiesto per gli uomini, ma è solo volontario per le donne. Le donne che si iscrivono sono autorizzate ad essere addestrate anche in ruoli di combattimento. La Finlandia è uno dei 16 paesi del mondo che permettono alle donne di affrontare le posizioni di combattimento in prima linea.

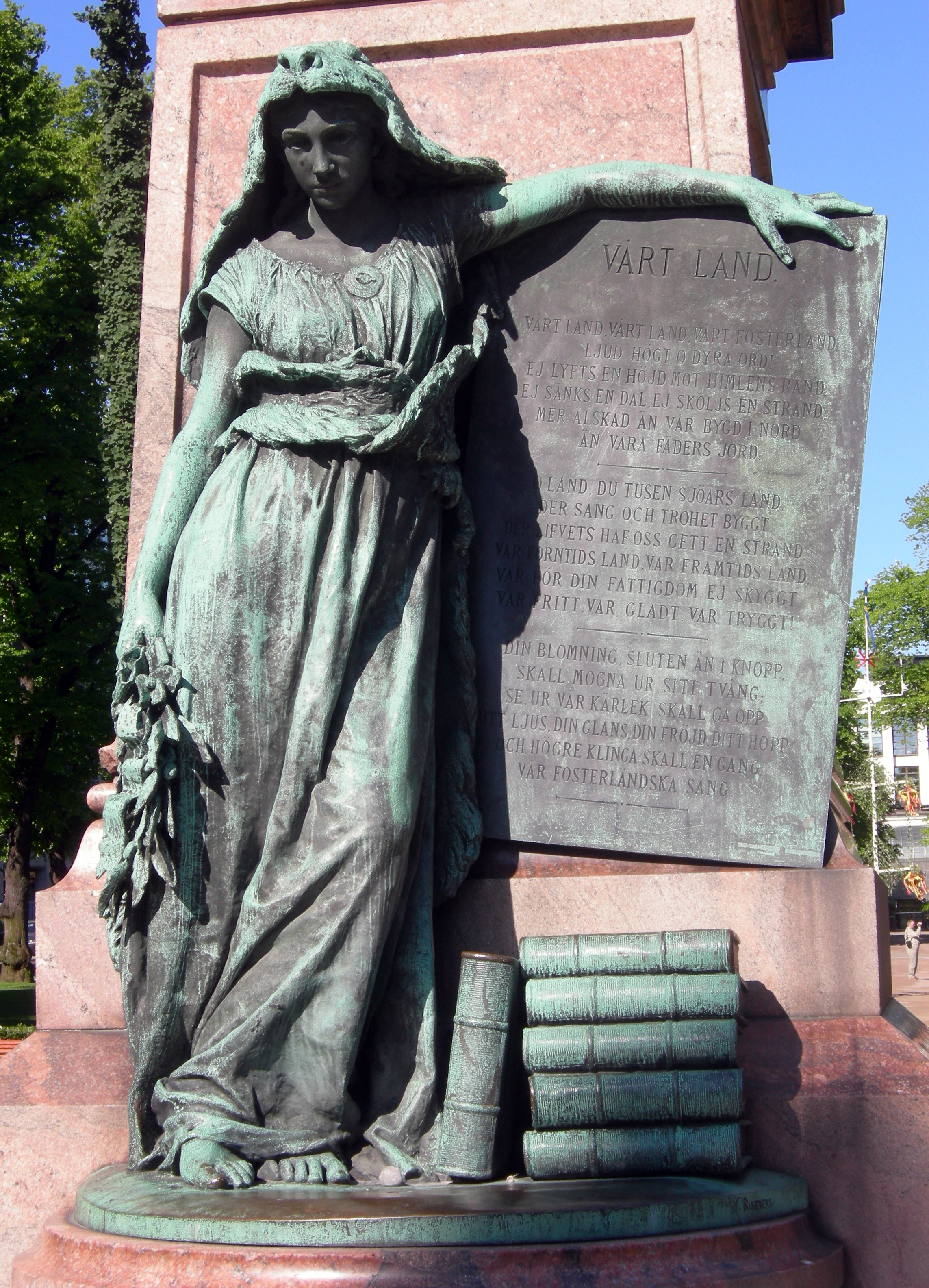
Statua dedicata "alla giovane donna finlandese", di Walter Runeberg.

## Personalità artistiche di rilievo
- Eva Acke (1855-1929), pittrice.
- Eija-Liisa Ahtila (nata nel 1959), fotografa, artista visiva.
- Miina Äkkijyrkkä (nata nel 1949), pittrice, scultrice.
- Helena Arnell (1697-1751), pittrice.
- Margareta Capsia (1682-1759), pittrice.
- Fanny Churberg (1845-1892), pittrice paesaggista.
- Elin Danielson-Gambogi (1861-1919), pittrice.
- Ellen Favorin (1853-1919), pittrice.
- Alina Forsman (1845-1899), scultrice.
- Alexandra Frosterus-Såltin (1837-1916), pittrice, illustratrice.
- Viola Gråsten (1910-1994), designer tessile.
- Greta Hällfors-Sipilä (1899-1974), pittrice.
- Ilona Harima (1911-1986), pittrice.
- Helena Hietanen (nata nel 1963), artista tessile.
- Liisa Hietanen (nata nel 1981), artista tessile e visiva
- Eila Hiltunen (1922-2003), scultrice.
- Tove Jansson (1914-2001), pittrice, illustratrice, disegnatrice.
- Sinikka Kurkinen (nata nel 1935), pittrice.
- Kaisa Leka (nata nel 1978), disegnatrice, politica.
- Marita Liulia (nata nel 1957), artista multimediale.
- Sirkka-Liisa Lonka (nata nel 1943), pittrice, artista grafica.
- Amélie Lundahl (1850-1914), pittrice.
- Leena Luostarinen (1949-2013), pittrice.
- Kiba Lumberg (nata nel 1956), artista, scrittrice.
- Lovisa Charlotta Malm-Reuterholm (1768-1845), pittrice, scrittrice.
- Totte Mannes (nata nel 1933), pittrice.
- Helvi Mustonen (nata nel 1947), pittrice.
- Elin Alfhild Nordlund (1861-1941), pittrice.
- Tuulikki Pietilä (1917-2009), artista grafica.
- Ulla Procopé (1921-1968), ceramista.
- Laila Pullinen (1933-2015), artista, scultrice.
- Hanna Rönnberg (1862-1946), pittrice, scrittrice.
- Mathilda Rotkirch (1813-1842), pittrice.
- Johanna Rytkölä (nata nel 1956), scultrice, artista ceramica.
- Sigrid Schauman (1877-1979), artista, critica d'arte.
- Helene Schjerfbeck (1862-1946), pittrice.
- Helmi Sjöstrand (1864-1957), pittrice.
- Anita Snellman (1924-2006), pittrice.
- Minna Sundberg (nata nel 1990), illustratrice, disegnatrice.
- Marjatta Tapiola (nata nel 1951), pittrice.
- Ellen Thesleff (1869-1954), pittrice espressionista.
- Hilkka Toivola (1909-2002), artista di vetrate.
- Salla Tykkä (nata nel 1973), artista visiva.
- Katja Tukiainen (nata nel 1969), pittrice, fumettista.
- Marja Vallila (nata nel 1950), scultrice.
- Sonja Vectomov (nata nel 1957), scultrice.
- Dora Wahlroos (1870-1947), pittrice.
- Martta Wendelin (1893-1986), pittrice.
- Helena Westermarck (1857-1938), pittrice, scrittrice.
- Maria Wiik (1853-1928), pittrice.